# Constituição portuguesa de 1933
A Constituição Política da República Portuguesa de 1933 foi a constituição política que vigorou em Portugal entre 1933, ano em que cessou a Ditadura Nacional, e 1976, data em que a atual Constituição entrou em vigor, no seguimento de, em 1974, o regime do Estado Novo ter sido deposto pela Revolução de 25 de Abril.

## Elaboração
Documento fundador do Estado Novo em Portugal, o seu projeto foi elaborado, a partir de um primeiro esboço da autoria de Quirino Avelino de Jesus, por um grupo de professores de Direito convidados por António de Oliveira Salazar e por ele diretamente coordenado. Marcello Caetano, que secretariou o processo de revisão do articulado do projeto, destacou o papel técnico de Domingos Fezas Vital, professor Direito Constitucional da Universidade de Coimbra. O projeto foi objecto de apreciação pelo Conselho Político Nacional e publicado na imprensa para discussão pública.

## Aprovação e entrada em vigor
O texto final da Constituição foi publicado em suplemento ao Diário do Governo de 22 de fevereiro de 1933 e objecto de plebiscito em 19 de março do mesmo ano.
A Constituição entrou em vigor em 11 de Abril de 1933, data da publicação no Diário do Governo da acta de apuramento final dos resultados do plebiscito.

## Alterações
O texto inicial foi objecto das seguintes alterações:
- - Lei n.º 1885, de 23 de Março de 1935;
  - Lei n.º 1910, de 23 de Maio de 1935
  - Lei n.º 1945, de 21 de Dezembro de 1936;
  - Lei n.º 1963, de 18 de Dezembro de 1937;
  - Lei n.º 1966, de 23 de Abril de 1938.
  - A publicação oficial do texto consolidado consta do Diário do Governo de 11 de Agosto de 1938.
- Revisão de 1945:
  - Lei n.º 2009, de 17 de Setembro de 1945
  - A publicação oficial do texto consolidado consta do Diário do Governo de 6 de Dezembro de 1945.
- Revisão de 1951:
  - Lei n.º 2048, de 11 de Junho de 1951.
  - Não foi feita publicação do texto consolidado no Diário do Governo.
- Revisão de 1959:
  - Lei n.º 2100, de 29 de Agosto de 1959.
  - Não foi feita publicação do texto consolidado no Diário do Governo.
- Revisão de 1971:
  - Lei n.º 3/71, de 16 de Agosto de 1971.[6]

## Caracterização
Tendo como principais influências a Constituição de 1911 (por oposição), a Carta Constitucional de 1826 e as Constituições alemãs de 1871 e 1919, a Constituição de 1933 representou a concretização dos ideais de Salazar, inspirados no corporativismo, na doutrina social da Igreja e nas concessões nacionalistas. A figura do Chefe de Estado encontrava-se subalternizada, efectivando-se a confiança política ao contrário no disposto na Constituição: na prática, era o Presidente da República que respondia perante o Presidente do Conselho, Oliveira Salazar. Assim, não é de estranhar que a partir de 1959, ano de revisões à Constituição, a eleição do Presidente da República passasse a ser por sufrágio indirecto. Deste modo, havia um único partido, a União Nacional, sendo todos os outros abolidos. O Parlamento era bicamaral, composto por uma Assembleia Nacional, constituída por deputados escolhidos através de um processo eleitoral nominal que acaba eventualmente influenciado fortemente pelo Governo, de forma a assegurar que se discutiam, problemas e soluções concretas ao invés de ideologias, e por uma Câmara Corporativa, representante da sociedade civil, com um papel consultivo.
Os principais pontos da Constituição eram:
- Compartimentalizar e isentar os vários pólos de governação dos territórios portugueses através de autonomia governamental e orçamental;
- Estabelecer um Governo de autarcia;
- Criar uma Assembleia Nacional de eleição nominal;
- Dar ao Executivo o poder de legislar por força de Decretos-lei e rever a letra da lei emitida pela Assembleia Nacional;
- Responsabilizar o Presidente do Conselho de Ministros perante o Chefe de Estado para assegurar a sua honestidade e rectidão perante a pessoa que nele investia os poderes públicos;
- Criar uma Câmara Corporativa para permitir a representação da sociedade civil.

Assim, o tipo de Estado era uma República Corporativa de forma unitária regional, incorporando as "províncias ultramarinas", consagrando o ideal de Salazar de preservar a Nação Portuguesa "do Minho a Timor". O Acto Colonial no entanto preconizava a separação completa da governação entre a metrópole e as Províncias Ultramarinas.
As consequências deste novo texto foram apontadas pelo historiador Fernando Rosas: “o compromisso genético do Estado Novo com o republicanismo conservador, cujo reflexo é a hibridez semântica e compromissória do texto constitucional fixado em 1933, cedo se esvaziou de conteúdo, com a quase imediata incorporação do essencial desse sector no regime, ou a sua neutralização. Não obstante não haver alterações significativas na estrutura fundamental da Constituição até 1959 [quando Salazar abole o sufrágio direto na eleição do Presidente da República], a prática governativa ia orientar-se, logo a partir de 1933, e em explícita consonância com os princípios da Nova Ordem que se afirmava na Europa, num conjunto de direções precisas que caracterizam a natureza política do Estado Novo (...): a) Uma ditadura drasticamente centralizada (...); b) a supressão prática das liberdades fundamentais (...); c) a criação de um sistema de justiça política cuja espinha dorsal era a polícia política (PVDE - PIDE); d) a instalação de um vasto e policrático aparelho de propaganda e inculcação ideológica a todos os níveis de sociabilidade (...)”.

## O pós-25 de Abril
Após a Revolução de 25 de Abril, e antes da aprovação e entrada em vigor da Constituição de 1976, foram aprovadas as seguintes leis constitucionais:
- Lei n.º 1/74, de 25 de Abril

Destituiu das suas funções o então Presidente da República Américo Tomás e Presidente do Conselho Marcello Caetano, e ainda dissolveu a Assembleia Nacional e o Conselho de Estado.
- Lei n.º 2/74, de 14 de Maio

Extinguiu a Assembleia Nacional e a Câmara Corporativa.
- Lei n.º 3/74, de 14 de Maio

Estabeleceu a continuidade da Constituição de 1933 exceto no que contradissesse com as duas leis anteriores, com a própria lei, outra futura lei constitucional ou ainda o Programa do Movimento das Forças Armadas (publicado em anexo à lei), e ainda criou uma estrutura constitucional provisória a vigorar até à aprovação de nova Constituição.
- Lei n.º 4/74, de 1 de Julho

Determinou que era da competência do Conselho dos Estados-Maiores das Forças Armadas o exercício de funções legislativas sobre matérias que respeitassem à estrutura e organização das forças armadas, bem como a assuntos internos das mesmas, ou que tivessem como únicos destinatários militares ou civis integrados na organização militar.
- Lei n.º 5/74, de 12 de Julho

Alterou algumas disposições da Lei n.º 3/74, relativas ao Governo Provisório.
- Lei n.º 6/74, de 24 de Julho

Estabeleceu um regime transitório de governo para os Estados (colónias) de Angola e Moçambique.
- Lei n.º 7/74, de 27 de Julho

Reconheceu o direito de autodeterminação das colónias.
- Lei n.º 8/74, de 9 de Setembro

Criou para Moçambique, até 25 de Junho de 1975, como estruturas governativas, o cargo de Alto-Comissário, um Governo de Transição e uma Comissão Militar Mista.
- Lei Constitucional n.º 9/74, de 15 de Outubro

Foi autorizada a celebração de um tratado com a Índia que reconhecesse a soberania desta sobre o antigo Estado da Índia, que viria a ser ratificado pelo Decreto n.º 206/75, de 17 de Abril.
- Lei n.º 10/74, de 15 de Novembro

Determinou que as funções de Governador de Cabo Verde fossem exercidas por um Alto-Comissário.
- Lei n.º 11/74, de 27 de Novembro

Alterou o regime de governo do Estado de Angola de forma a adaptá-lo à fase então contemporânea do processo de descolonização.
- Lei n.º 12/74, de 17 de Dezembro

Criou, para São Tomé e Príncipe, um Alto-Comissário e um Governo de Transição.
- Lei n.º 13/74, de 17 de Dezembro

Aprovou o Estatuto Orgânico do Estado de Cabo Verde.
- Lei n.º 1/75, de 30 de Janeiro

Criou em Angola um Governo de Transição, uma Comissão Nacional de Defesa e um Estado-Maior Unificado.
- Lei n.º 2/75, de 31 de Janeiro

Alterou a Lei n.º 3/74, de 14 de maio, de forma a adiar as eleições da Assembleia Constituinte para 25 de Abril de 1975.
- Lei n.º 3/75, de 19 de Fevereiro

Atribui à Junta de Salvação Nacional determinados poderes nas seguintes matérias: «completar o desmantelamento e extinção das instituições características do antigo regime, adoptar medidas de saneamento e moralização da vida nacional, lutar contra as manobras lesivas da economia nacional e defender a tranquilidade pública contra crimes que, pela sua natureza ou frequência, a ponham em perigo».
- Lei n.º 4/75, de 13 de Março

Alarga os poderes da Junta de Salvação Nacional.
- Lei n.º 5/75, de 14 de Março

Na sequência do Golpe de 11 de Março de 1975, extinguiu a Junta de Salvação Nacional e o Conselho de Estado, e criou um Conselho da Revolução e uma Assembleia do Movimento das Forças Armadas.
- Lei n.º 6/75, de 26 de Março

Introduziu «alterações na constituição e formação do Governo Provisório», alterando as Leis n.ºs 3/74, de 14 de Maio, e 5/74, de 12 de Julho.
- Lei n.º 7/75, de 17 de Julho

Inseriu «disposições relativas à descolonização de Timor». Nunca chegou a produzir efeitos práticos devido à invasão indonésia do território e subsequente ocupação.
- Lei n.º 8/75, de 25 de Julho

Determinou a sanção a aplicar «aos responsáveis, funcionários e colaboradores» da PIDE-DGS. Continua em vigor nos termos do art.º 292º da Constituição de 1976.
- Lei n.º 9/75, de 7 de Agosto

Atribui competências a um tribunal militar revolucionário para o julgamento do Golpe de 11 de Março de 1975. O tribunal foi regulamentado pelo Decreto-Lei n.º 425/75, de 12 de Agosto.
- Lei n.º 10/75, de 7 de Agosto

Criou os cargos de vice-primeiro-ministro.
- Lei n.º 11/75, de 9 de Setembro

Proibiu «aos órgãos de comunicação social a divulgação de relatos, notícias, comunicados, moções ou documentos sobre acontecimentos ou tomadas de posição em unidades ou estabelecimentos militares, salvo se provenientes de determinadas entidades».
- Lei n.º 12/75, de 25 de Setembro

Revogou a Lei n.º 11/75, de 9 de Setembro.
- Lei n.º 13/75, de 12 de Novembro

Instituiu um Tribunal Militar Conjunto de forma a julgar os crimes da PIDE-DGS e da Legião Portuguesa, bem como outros crimes do foro militar que se mostrassem convenientes. O Tribunal Militar Conjunto foi regulamentado pelo Decreto-Lei n.º 673/75, de 27 de Novembro.
- Lei n.º 14/75, de 20 de Novembro

Alterou a Lei n.º 3/74, de 14 de Maio, de forma a prorrogar o prazo de funcionamento da Assembleia Constituinte.
- Lei n.º 15/75, de 23 de Dezembro

Extinguiu o Tribunal Militar Revolucionário criado pela Lei n.º 9/75, de 7 de Agosto, atribuindo as suas competências aos tribunais militares.
- Lei n.º 16/75, de 23 de Dezembro

Extinguiu o Tribunal Militar Conjunto, criado pela Lei n.º 13/75, de 12 de Novembro, e alterou a Lei n.º 8/75, de 25 de Julho, de forma a atribuir o julgamento pelos crimes da PIDE-DGS aos «tribunais militares territoriais de Lisboa». Na última parte mantém-se em vigor de acordo com o art.º 292º da Constituição de 1976.
- Lei n.º 17/75, de 26 de Dezembro

Aprovou as «bases fundamentais para a reorganização das forças armadas».
- Lei n.º 18/75, de 26 de Dezembro

Alterou a Lei n.º 8/75, de 25 de Julho. Mantém-se em vigor nos termos do art.º 292º da Constituição de 1976.
- Lei n.º 19/75, de 31 de Dezembro

Foram «tomadas medidas conducentes à legalização de actos e pagamentos das despesas» de Timor devido à ocupação do território pela Indonésia.
- Lei n.º 1/76, de 17 de Fevereiro

Aprovou o Estatuto Orgânico de Macau. Com alterações, a Lei manteve-se em vigor até 20 de Dezembro de 1999.
- Lei n.º 2/76, de 23 de Fevereiro

Alterou a Lei n.º 3/74, de 14 de Maio, de forma a modificar o regime da Assembleia Constituinte.
De acordo com o nº 1 do art.º 292º da Constituição de 1976, na sua versão original, as disposições da congénere de 1933 que ainda vigoravam à altura da entrada em vigor da primeira caducaram, ao passo que as leis referidas neste capítulo passaram a ser consideradas leis ordinárias. No entanto, de acordo com o art.º 294º da primeira, só após a tomada de posse do novo Presidente da República (que viria a ser António Ramalho Eanes, a 14 de julho de 1976), é que as leis anteriores referentes à organização, a competência e o funcionamento dos órgãos de soberania deixaram de ter vigor constitucional.